# D. D. Verni
Carlo „D. D.“ Verni (* 12. dubna 1961 New Jersey) je americký metalový baskytarista a skladatel, jenž se proslavil jako baskytarista ve skupině Overkill.

## Kariéra
Verni v roce 1976 se setkal s bubeníkem Ratem Skatesem, který se učil od 15 let na bicí na střední škole. Měli stejné hudební zájmy v hardrockových kapelách jako Kiss, Ted Nugent, Aerosmith, Black Sabbath a Rainbow. Později měli velký zájem o punkové skupiny jako The Damned, The Vibrators, Generation X a Ramones. V roce 1979 Verni a Skates založili punkovou skupinu s názvem The Lubricunts. Skupina se po roce rozpadla a Verni a Skates podali na inzerát na zpěváka a kytaristu, kteří by se do přidali do nové skupiny. Na inzerát odpověděl zpěvák Bobby Ellsworth a přivedl i kytaristu Roba Pisarka.
Sestavy v kapele Overkill se v průběhu let několikrát měnily, nicméně D.D. Verni a zpěvák Bobby Ellsworth jsou jedinými stálými členy skupiny, kteří hráli na všech studiových albech kapely.
Verniho charakteristický basový zvuk je považován za jeden z nejlépe definovatelných v heavy metalu a thrash metalu. Na basu vždy hraje trsátkem.
V roce 2018 vydal své debutové sólové album s názvem Barricade, které nazval rozmanité a smíchané s metalem, punku a rocku.